# 王乐泉
王乐泉（1944年12月—），山东寿光人，中国共产党、中华人民共和国政治人物，原副国级领导人。中共中央党校研究生学历，是中共第十六、十七届中央政治局委员。曾任中共新疆维吾尔自治区党委书记（1994－2010）、新疆生产建设兵团第一政委、中央政法委副书记（2010－2012）及中国法学会会长（2013－2019）等职务。其在新疆工作近20年，主政超过15年，亦因其王姓及职务地位被称为“新疆王”
。

## 生平

### 早年及山东省
王乐泉1966年加入中国共产党。22岁时，在家乡寿光县担任侯镇公社副社长；后又调任城关公社党委副书记；1975年4月，被提拔为县委副书记、兼县革命委员会副主任；1978年，晋升县革委会主任。此后，王乐泉历任共青团山东省委副书记，中共聊城地委副书记、书记；并于1989年2月，出任山东省副省长，时年44岁。

### 新疆维吾尔自治区
1991年4月，王乐泉调新疆工作，出任中共新疆维吾尔自治区党委常委、新疆维吾尔自治区人民政府副主席；一年后，晋升自治区党委副书记。
1994年9月24日，已担任自治区党委书记10年的石油地质专家宋汉良挂职休养，王乐泉出任代理书记。1995年，中共中央对新疆的人事进行了重要调整：宋汉良被正式免去党委书记职务；原排名第一的自治区委副书记张福森调司法部任职；王乐泉在当年9月，正式出任中共新疆维吾尔自治区党委书记，同时兼任新疆生产建设兵团的第一政委，全面出掌新疆的党务工作。
王乐泉在2002年11月召开的中共十六届一中全会上，當選为中共中央政治局委员；并在2007年10月召開的中共十七届一中全会上连任。
根据中共中央组织部2006年颁布施行的《党政领导干部职务任期暂行规定》；其中第六条规定，“党政领导干部在同一职位上任职达到两个任期，不再推荐、提名或者任命担任同一职务。”外界也都因此曾猜测，王乐泉可能会调职。但是，在2006年10月召开的中共新疆维吾尔自治区七届一次会议上，王乐泉破例第三次当选自治区党委书记。

#### 七·五骚乱
2009年7月，新疆自治区首府乌鲁木齐发生由当地维吾尔族人回应广东韶关对维吾尔族工人的针对性虐殴事件而发起的严重骚乱事件；事后当地维族和汉族居民之间的冲突不断升级。7月7日，就有部分汉族市民上街游行；下午，王乐泉在新疆电视台发表电视讲话，宣布了一系列措施为冲突灭火，并呼吁民众维护民族团结。同年9月3日，乌鲁木齐市汉族市民再次游行，期间有人高喊王乐泉下台。这一系列事件，引起了中共中央对新疆问题的重视，特别是对新疆地区少数民族的政策。自2009年11月，分别由中宣部部长刘云山、国务委员马凯、中共中央统战部部长杜青林带领的三批调研组，先后到新疆调研。这三批调研组，分为：宣传思想文化教育调研组，经济社会发展调研组，民族宗教、社会稳定、组织和政权建设组。

### 政法工作
2010年4月23日，中共中央政治局召开会议特别研究部署了未来新疆发展的工作。这次会议之后，中央宣布免去王乐泉在新疆的所有职务，调中央，任中央政法委副书记；新疆的党务工作，由中共湖南省委书记张春贤接替。至此王乐泉已担任新疆党委书记长达15年。
2012年11月15日，王乐泉在中共十八届一中全会后卸任中共中央政治局委员和中央政法委副书记等职务退休。
2013年11月30日，在中国法学会第七次全国会员代表大会上，王乐泉当选会长。
2019年3月，王乐泉不再担任中国法学会会长。